# Torjok
Torjok - Торжок (rus) - és una ciutat de l'óblast de Tver, a Rússia.

## Història
Torjok és mencionat per primer cop en una crònica de 1139. Els mongols la cremaren el 1238, però no continuaren cap al nord a Nóvgorod. En aquell moment la ciutat tenia el control de l'única via que portava el blat a Nóvgorod. Un cop bloquejada la ruta Torjok, va haver-hi una gran manca de blat que assolà la vila de Nóvgorod. En conseqüència, Torjok era una vila clau per a la República de Nóvgorod i canvià de mans freqüentment durant les guerres feudals internes.
La ciutat s'incorporà al Gran Ducat de Moscou amb la resta de la República de Nóvgorod el 1478. L'exèrcit polonès assolà la ciutat amb freqüència durant el Període Tumultuós. Durant el període imperial de la història russa, Torjok era coneguda com una estació important de parada en la ruta de la carretera de Moscou a Sant Petersburg. Aleksandr Puixkin, per exemple, la utilitzà per passar-hi en diverses ocasions.
Els monuments arquitectònics de Torjok inclouen un gran nombre d'esglésies parroquials que es remunten al pas del segle xvii i al xviii. Sota el poder de Caterina II de Rússia, l'antic monestir de Sant Borís i Sant Gleb fou redissenyat en estil neoclàssic per un terratinent local, el príncep Lvov. L'església principal de la ciutat és la Catedral del Salvador de la Transfiguració, fundada el 1371. L'edifici actual fou consagrat el 1822. També hi ha un palau petit de Caterina que utilitzava durant els seus viatges.